# إكسبو 2020
 إكسبو 2020 دبي (بالإنجليزية: Expo 2020 Dubai) هو معرض من معارض إكسبو الدولي، تستضيفه إمارة دبي في دولة الإمارات العربية المتحدة خلال الفترة من 1 أكتوبر 2021 إلى 31 مارس 2022. وكان المكتب الدولي للمعارض، خلال انعقاد جمعيته العامة في باريس يوم 27 نوفمبر 2013، أعلن فوز مدينة دبي بحق استضافة إكسبو 2020.
اختارت دولة الإمارات العربية المتحدة شعار «تواصل العقول.. وصنع المستقبل» عنوانًا لحملة استضافة «معرض اكسبو الدولي 2020» في دبي. وتشغل الوزيرة ريم الهاشمي منصب المدير العام لإكسبو 2020 دبي.

## استضافة الحدث
تقام معارض اكسبو الدولية كل خمس سنوات وتستمر لفترة أقصاها 6 أشهر حيث تستقطب ملايين الزوار. على مدى تاريخ تنظيم معارض اكسبو الدولية، هذه المرة الأولى التي يتم استضافتها في منطقة الشرق الأوسط وغرب آسيا.
تحظى دولة الإمارات العربية المتحدة بالقدرات اللوجستية الكافية لاستضافة هذا الحدث الدولي، حيث يمكن لثلثي سكان العالم الوصول إلى دبي خلال مدة لا تتجاوز 8 ساعات بالطائرة، مع العلم أن الإمارة استضافت نحو 9 ملايين زائر خلال العام الماضي وحده. كما سيتجاوز عدد الغرف الفندقية 80 ألف غرفة ستكون جاهزة لتقديم أفضل سبل الراحة للنزلاء خلال فترة انعقاد المعرض، فضلاً عن ما تتيحه الإمارة من إمكانية التواصل منقطعة النظير، والخدمات اللوجستية رفيعة المستوى، والبنية التحتية ذات الطراز العالمي، والتي تُعدُّ في مجملها الأساس الراسخ الذي يرتكز عليه ملف الاستضافة.

### التصويت
تفوَّقت دبي في التصويت على ساو باولو البرازيلية ويكاترينبرغ الروسية وإزمير التركية، إذ حصلت على تأييد 116 من أصوات أعضاء المكتب الذين لهم حق التصويت، والبالغ عددهم 164 في جولة إعادة نهائية أمام يكاترينبرغ.

## مفهوم المعرض
تتمتع دبي بتاريخ حافل في مجال التواصل والأفكار الرائدة الجديدة، وهو ما ستكرسه من خلال معرض «إكسبو الدولي 2020» في دبي، والذي تشير التوقعات إلى استقطابه نحو 25 مليون زائر يتوافد 70% منهم من خارج الدولة، مما يجعله الحدث الأكثر عالميًا في تاريخ معارض «إكسبو».
يشكل المعرض منصة استثنائية تتيح للمجتمع العالمي التعاون معًا لاكتشاف الحلول المبتكرة والرائدة للمواضيع الفرعية الثلاثة التي تم تحديدها كعوامل رئيسة للتنمية العالمية:
- الاستدامة

 مصادر دائمة للطاقة والمياه: في عالم اليوم الذي تتسارع فيه خطى النمو، تتزايد أهمية الابتكارات المميزة في مجال إنتاج وتزويد واستهلاك مصادر الطاقة والمياه النظيفة.
وتتلخص الأهداف الرئيسية للدول المتقدمة والنامية في تحسين فرص الحصول على هذه المصادر الطبيعية الثمينة، وذلك عبر اتباع أساليب الترشيد المسؤولة والإدارة السليمة والفاعلة، فضلاً عن اعتماد ثقافة الاستدامة.
- التنقل

 أنظمة جديدة للنقل والخدمات اللوجستية: تعتبر أنظمة النقل والخدمات اللوجستية المتطورة شريان الحياة الذي يربط الناس والسلع والخدمات في جميع أنحاء العالم؛ وهي تتمتع بتأثير كبير على المدن، وأنماط السفر وأساليب شحن السلع، ومدى فعالية إيصال المساعدات الإنسانية.
وفي الوقت الذي تواصل فيه الأسواق العالمية مسيرة نموها وتفاعلها، تبدو الحاجة ملحة إلى مصادر جديدة للابتكار بغية إيجاد حلول أكثر تكاملاً.
- الفرص

 سبل جديدة لتحقيق النمو الاقتصادي: في أعقاب الأزمة المالية العالمية، ومع انضمام المزيد من الدول الناشئة إلى الاقتصاد العالمي، تبدو الحاجة ملحةً إلى نماذج عالمية جديدة لتحقيق التنمية الاقتصادية المستدامة والاستقرار المالي.
سيشكل معرض «إكسبو الدولي 2020» في دبي منصة مميزة لتكريس نماذج جديدة لتدفق المقدرات المالية والفكرية الكفيلة بتعزيز روح ريادة الأعمال والابتكار. كما سيركز على اكتشاف سبل الترابط وتحديد الشراكات المحتملة، مما يؤدي في نهاية المطاف إلى إنتاج إرث من الابتكارات الجديدة.

## المشاركون
| - أفغانستان - الجزائر - أنغولا - الأرجنتين - أستراليا - أذربيجان - النمسا - جزر البهاما - البحرين - بيلاروس - بلجيكا - بوتان - بلغاريا - بوركينا فاسو - بنغلاديش - بروناي - البرازيل - كندا - كمبوديا - الرأس الأخضر - جمهورية إفريقيا الوسطى - تشيلي - الصين - كولومبيا - كوبا - قبرص - جمهورية التشيك - الكونغو - جمهورية الكونغو الديمقراطية - الدنمارك - جمهورية الدومينيكان - جيبوتي - الإكوادور - مصر - إستونيا - إثيوبيا - فرنسا - فيجي - فنلندا - اليونان - غرينادا - غينيا - ألمانيا - هونغ كونغ - المجر - الهند | - إندونيسيا - إيطاليا - إيران - العراق - آيسلندا - أيرلندا - اليابان - الأردن - كازاخستان - كينيا - كوسوفو - الكويت - قرغيزستان - لاوس - ليسوتو - لبنان - ليبيريا - ليتوانيا - لوكسمبورغ - لاتفيا - ماكاو - جزر مارشال - ماليزيا - موريشيوس - موناكو - منغوليا - المغرب - ميانمار - المكسيك - موزمبيق - ناورو - هولندا - نيبال - نيجيريا - نيوزيلندا - كوريا الشمالية - النرويج - عمان - باكستان - فلسطين - الفلبين - بولندا - البرتغال - بيرو - بنما | - قطر - روسيا - رومانيا - رواندا - السنغال - صربيا - سنغافورة - سيراليون - سلوفينيا - سلوفاكيا - جزر سليمان - الصومال - إسبانيا - سانت كيتس ونيفيس - سانت لوسيا - سانت فينسنت والغرينادين - السعودية - كوريا الجنوبية - السويد - سويسرا - جنوب إفريقيا - السودان - سان مارينو - سريلانكا - سوريا - تايوان - تايلاند - توغو - تونس - توفالو - تيمور الشرقية - تركيا - تركمانستان - طاجيكستان - تنزانيا - أوكرانيا - الإمارات العربية المتحدة - المملكة المتحدة - الولايات المتحدة - أوغندا - الأوروغواي - أوزبكستان - الفاتيكان - فيتنام - فنزويلا - اليمن - زيمبابوي |

- في 17 أغسطس 2020، قررت الحكومة الفلسطينية إلغاء مشاركتها في معرض إكسبو 2020 الذي سيُقام في أكتوبر 2021 في دبي رفضًا للاتفاق الإماراتي الإسرائيلي.[13]

## موقع المعرض
سيقام «معرض إكسبو دبي الدولي 2020» على مساحة 438 هكتار في «مركز دبي التجاري - جبل علي» في الطرف الجنوبي الغربي لإمارة دبي.
يتميز مكان المعرض بموقعه الاستراتيجي على مسافة واحدة بين مدينتي أبوظبي ودبي، وقربه من مطار آل مكتوم الدولي الجديد، وميناء جبل علي الذي يُعدُّ ثالث أكثر الموانئ نشاطًا في العالم. كما يتمتع موقع المعرض بمزايا لوجستية واضحة بالنسبة للعارضين الذين سيقومون بجلب المواد وبناء الأجنحة، أو بالنسبة للزوار من حيث سهولة معرفة الموقع والوصول إليه.
تم اختيار وتصميم موقع معرض «إكسبو دبي الدولي 2020» ليضمن أكبر فائدة عملية ممكنة للزوار والمشاركين في الحدث. وسيقام المعرض في «دبي العالمية» (Dubai World Central)، وهي منطقة حرة تقع في قلب أحدث مراكز الأعمال في دبي. ويبعد الموقع مسافة متساوية من أكبر مطارين في الإمارات العربية المتحدة، وبالقرب من ميناء جبل علي، ما يساهم بشكل كبير في سهولة الوصول والعمليات. وسيقوم المعرض الدولي للمرة الأولى منذ قيامه بترجمة شعاراته وقيمه إلى واقع ملموس، ما يساهم في إحياء الرسالة التثقيفية لمعرض «إكسبو». وتُعدُّ «قاعات ومختبرات الابتكار»، بالإضافة إلى «الوصل بلازا»، من أبرز المعالم التي طورها «إكسبو دبي الدولي 2020» في هذا المجال. وسيضمن الشكل الدائري لخريطة الموقع والتوزيع المنسق لقاعات وأجنحة العرض حول مركز الموقع، والذي تم تصميمه بوحي من شكل السوق التراثي العربي، رؤيةً جلية لجميع قاعات العرض. ويحتل مفهوم الاستدامة صدارة الأولويات، حيث وضعت أهداف طموحة لتطبيقاته، تشمل توليد 50 بالمئة من الطاقة التي يحتاجها المعرض في الموقع نفسه ومن مصادر قابلة للتجديد وبطريقة لا ينتج عنها أي انبعاثات للكربون.

## انتقاد
أصدر البرلمان الأوروبي قرارًا ضد معرض إكسبو 2020 قبل شهر وحث الدول الأعضاء والدول المشاركة الأخرى على أن لا يشارك في معرض دبي إكسبو نقلاً عن ملفات حقوق الإنسان في الإمارات العربية المتحدة ودعا الاتحاد الأوروبي الشركات الدولية التي كانت ترعى الحدث إلى سحب رعايتها. وذكر الاتحاد الأوروبي أن شركات البناء والشركات الإماراتية كانت تستغل حقوق العمال الوافدين من خلال إجبارهم على توقيع اتفاقيات غير مترجمة، ومصادرة جوازات سفرهم، وتركهم للعمل لساعات طويلة والعيش في ظروف غير صحية. ورفضت الإمارات القرار ووصفته بأنه «غير صحيح من الناحية الواقعية».
```
تعرضت ممارسات العمالة الإماراتية للنقد. ولأجل هذا السبب، قامت سلطات دبي بضبط معايير عالية إلى حد ما لمعاملة العمال. بعد شهرين من بدء معرض إكسبو 2020، أبلغت جماعات حقوق الإنسان عن استمرار الانتهاكات. كان العمال المهاجرون الذين تم تعيينهم لمعرض إكسبو 2020 يشكون من اضطرارهم إلى دفع مبالغ باهظة وغير قانونية لشركات التوظيف المحلية. واشتكى آخرون من مصادرة جوازات السفر، وعدم الوفاء بالوعود المتعلقة بالأجور، والطعام الذي لا يمكن تحمله، وساعات العمل الطويلة (أحيانًا في طقس شديد الحرارة)، ومن ظروف المعيشة المزدحمة والغير الصحية في المهاجع. دفعت مخاوف حقوق الإنسان وانتهاكات العمل في المعرض البرلمان الأوروبي إلى الدعوة إلى مقاطعة الحدث.
[
18
]
```

في يوليو 2021، قدم CNN إعلان أنه سيكون الإذاعة الرسمية لمعرض اكسبو 2020 دبي، والذي كان من المقرر أن يفتتح في أكتوبر 2021. ونتيجة لذلك، بدأت وسائل الإعلام في «دبي الآن» رأسي، وتغطي التقدم في المدينة. دفعت تغطية منفذ لالنقاد أن نخلص إلى أن CNN كانت تدير العلاقات العامة لدولة الإمارات. انتقدت جماعات حقوق أيضا الاتفاق بين دولة الإمارات وCNN، ودعا للمنزل وسائل الإعلام أن تكون شفافة حول علاقتها مع الأمة العربية، سواء على الشروط المالية والتعاقدية.

## كتاب «تواصل العقول وصنع المستقبل»
من وحي الملف الإماراتي لاستضافة معرض «إكسبو الدولي 2020» في دبي، تنظم بعض الأصوات الأكثر الهامًا في العالم من كتاب وقادة فكر ومبدعين، لتقديم مقالات ومقابلات محفزة للتفكير تهدف إلى استكشاف ومناقشة بعض أهم القضايا وأكثرها إلحاحًا في عالمنا اليوم، والمرتبطة بمواضيع الملف الإماراتي الرئيسية الثلاث وهي: الاستدامة والتنقل والفرص.
وقد صدر الكتاب بمبادرة ودعم من الملف الإماراتي لاستضافة معرض «إكسبو الدولي 2020» في دبي، حيث يرى هذا الكتاب كيف أن العلماء وقادة المجتمع وحملة جائزة نوبل والرؤساء التنفيذيين ورؤساء الدول السابقين والرواد يتشاركون الرؤية التي من شأنها أن تساعد في تشكيل العالم وأجيال المستقبل في السنوات القادمة.
كما تم إصدار نسخ صوتية لمقالات مختارة من هذا الكتاب لتكن أحد المحتويات الأساسية لنظام المعلومات والاتصالات والترفيه الجوي.

## معرض للذاكرة
تسبق استضافة هذا الحدث احتفالات دولة الإمارات العربية المتحدة باليوبيل الذهبي في عام 2021. ورغم أن نصف قرن هي فترة غير طويلة في حياة الإنسان، غير أن هذه الفترة كانت كفيلة بجعل الإمارات واحدة من أكثر دول العالم شبابًا إلى جانب كونها من البلدان الفتية سكانيًا، إذ أن أكثر من 50% من سكانها ما زالوا دون سن العشرين.

## انظر ايضًا
- معرض إكسبو الدولي
- إكسبو 2015، ميلانو ( إيطاليا)

المعارض الدولية | المختصة:
- إكسبو 2017، أستانا ( كازاخستان)

## وصلات خارجية
- الموقع الرسمي
- اخبار المعرض كاملة على صحيفة البيان الإماراتية